# Lutovo
Lutovo este un sat din municipiul Podgorica, Muntenegru. Conform datelor de la recensământul din 2003, localitatea are 7 locuitori (la recensământul din 1991 erau 14 locuitori).

## Demografie
În satul Lutovo locuiesc 7 persoane adulte, iar vârsta medie a populației este de 70,4 de ani (72,0 la bărbați și 68,2 la femei). În localitate sunt 4 gospodării, iar numărul mediu de membri în gospodărie este de 1,75.
|  |

| Demografie | Demografie | Demografie |
| An         | Locuitori  | Locuitori  |
| ---------- | ---------- | ---------- |
|            |            |            |
|            |            |            |
|            |            |            |
|            |            |            |
| 1948       | 124        |            |
| 1953       | 126        |            |
| 1961       | 99         |            |
| 1971       | 66         |            |
| 1981       | 39         |            |
| 1991       | 14         | 14         |
| 2003       | 7          | 7          |

| \| Componența etnică conform recensământului din 2003[2] \| Componența etnică conform recensământului din 2003[2] \| Componența etnică conform recensământului din 2003[2] \| Componența etnică conform recensământului din 2003[2] \| Componența etnică conform recensământului din 2003[2] \| \| ----------------------------------------------------- \| ----------------------------------------------------- \| ----------------------------------------------------- \| ----------------------------------------------------- \| ----------------------------------------------------- \| \| \| \| \| \| \| \| Muntenegreni \| Muntenegreni \| \| 5 \| 71,42% \| \| Sârbi \| Sârbi \| \| 1 \| 14,28% \| \| necunoscută \| necunoscută \| \| 0 \| 0% \| |              |  |   |        |
| Componența etnică conform recensământului din 2003 |              |  |   |        |
| |              |  |   |        |
| Muntenegreni | Muntenegreni |  | 5 | 71,42% |
| Sârbi | Sârbi        |  | 1 | 14,28% |
| necunoscută | necunoscută  |  | 0 | 0%     |